# Jytte Breuning
Jytte Breuning Pheiffer f. Breuning (født 29. marts 1928 i København, død 5. juli 1995 smst.) var en dansk skuespillerinde.
Hun fik sin scenedebut som ung pige ved Pantomimeteatret. I 1940'erne medvirkede hun i Dyrehavsbakkens revyer og var i 1950'erne et af de store navne i Dagmar Revyen og Helsingør Revyen, ligesom hun var tilknyttet ABC Teatret. Midt i 1950'erne blev hun en del af ensemblet i Nykøbing Falster Revyen og varetog 1968-1970 ledelsen af revyen efter Viggo Brodthagens død. Efter at have været engageret ved Sejr Volmer-Sørensens revyer, blev hun tilknyttet hans nyåbnede Amager Scenen. Hun kastede sig i 1980'erne atter over revyerne; bl.a. Holstebrorevyen og Randers Revyen.
I løbet af sin karriere nåede hun desuden at medvirke i fem spillefilm. Jytte Breuning mødte i 1954 Knud Pheiffer, og de blev gift i 1959. Hun er mor til skuespilleren Susanne Breuning og er begravet på Søndermark Kirkegård på Frederiksberg, anonymt i Knud Pheiffers gravsted.

## Filmografi
- Fireogtyve timer (1951)
- Jeg - en elsker (1966)
- Jeg - en marki (1967)
- Takt og tone i himmelsengen (1972)
- Sidste akt (1987)